# 晋州 (金朝)
晋州，金朝在今山西省设置的州。
金宣宗兴定四年（1220年），太原府被蒙古帝国占据，金朝为了控制太原府所辖其他各县，在寿阳县西张寨设立晋州。不久入晋阳公郭文振封域。下辖祁县、榆次、太谷、寿阳、清源（今清徐县）、徐沟（属清徐县）六县。元光元年（1222年）晋州被蒙古帝国占据，元太祖废除晋州，所辖县仍属太原府。